# Чемпионат Европы по плаванию в ластах 2001
19-й чемпионат Европы по плаванию в ластах прошёл в городе Эгер (Венгрия) с 30 августа по 6 сентября 2001 года.

## Призёры

### Мужчины
| Дисциплина         | Золото                     | Золото   | Серебро                      | Серебро  | Бронза                       | Бронза   |
| ------------------ | -------------------------- | -------- | ---------------------------- | -------- | ---------------------------- | -------- |
| 50 м, ныряние      | Евгений Скорженко · Россия | 14.56    | Сергей Найбороденко · Россия | 15.26    | Давид Ланди · Италия         | 15.47    |
| 50 м в ластах      | Евгений Скорженко · Россия | 16.04    | Давид Ланди · Италия         | 16.76    | Сергей Найбороденко · Россия | 16.95    |
| 100 м в ластах     | Евгений Скорженко · Россия | 36.71    | Андреас Утцмайр · Германия   | 38.58    | Эрвен Морис · Франция        | 38.67    |
| 200 м в ластах     | Михаил Черченко · Россия   | 1:25.42  | Андреас Утцмайр · Германия   | 1:26.67  | Свен Галлаш · Германия       | 1:27.40  |
| 400 м в ластах     | Димитриос Томас · Греция   | 3:05.76  | Михаил Черченко · Россия     | 3:06.38  | Петер Винклер · Венгрия      | 3:08.76  |
| 800 м в ластах     | Димитриос Томас · Греция   | 6:33.79  | Петер Винклер · Венгрия      | 6:36.86  | Алексей Михайлов · Россия    | 6:44.97  |
| 1500 м в ластах    | Петер Винклер · Венгрия    | 12:40.32 | Димитриос Томас · Греция     | 12:53.48 | Алексей Михайлов · Россия    | 12:53.88 |
| 100 м с аквалангом | Евгений Скорженко · Россия | 31.84    | Сергей Найбороденко · Россия | 34.03    | Александр Полак · Польша     | 34.19    |
| 400 м с аквалангом | Сергей Докучаев · Россия   | 2:51.89  | Денеш Каньо · Венгрия        | 2:52.12  | Игорь Сапрыкин · Россия      | 2:52.95  |
| 800 м с аквалангом | Игорь Сапрыкин · Россия    | 6:10.55  | Костис Спириойнис · Греция   | 6:12.67  | Петер Винклер · Венгрия      | 6:14.88  |

### Женщины
| Дисциплина        | Золото                                                                         | Золото   | Серебро                                                                                     | Серебро  | Бронза                                                                        | Бронза   |
| ----------------- | ------------------------------------------------------------------------------ | -------- | ------------------------------------------------------------------------------------------- | -------- | ----------------------------------------------------------------------------- | -------- |
| 50 м, ныряние     | Анастасия Кочнева · Россия                                                     | 17.47    | Татьяна Комарова · Россия                                                                   | 17.57    | Анна-Мария Самотраки · Греция                                                 | 18.32    |
| 50 м в ластах     | Анастасия Кочнева · Россия                                                     | 19.52    | Татьяна Комарова · Россия                                                                   | 19.87    | Сюзанна Йентцш · Германия                                                     | 20.02    |
| 100 м в ластах    | Анастасия Кочнева · Россия                                                     | 43.07    | Лидия Горячева · Россия                                                                     | 43.40    | Сюзанна Йентцш · Германия                                                     | 44.08    |
| 200 м в ластах    | Лидия Горячева · Россия                                                        | 1:36.18  | Василиса Кравчук · Россия                                                                   | 1:37.13  | Сюзанна Йентцш · Германия                                                     | 1:38.22  |
| 400 м в ластах    | Елена Грачёва · Россия                                                         | 3:27.05  | Василиса Кравчук · Россия                                                                   | 3:29.43  | Сюзанна Йентцш · Германия                                                     | 3:30.66  |
| 800 м в ластах    | Елена Грачёва · Россия                                                         | 7:12.19  | Екатерина Политько · Россия                                                                 | 7:12.39  | Антье Цвирнер · Германия                                                      | 7:24.83  |
| 1500 м в ластах   | Елена Грачёва · Россия                                                         | 13:53.60 | Екатерина Политько · Россия                                                                 | 14:00.35 | Антье Цвирнер · Германия                                                      | 14:10.69 |
| 100 м в акваланге | Кристина Папуциди · Греция                                                     | 40.09    | Юлия Чирикова · Россия                                                                      | 40.51    | Анастасия Глухих · Россия                                                     | 40.52    |
| 400 м в акваланге | Кристина Папуциди · Греция                                                     | 3:14.44  | Ольга Талдонова · Россия                                                                    | 3:14.71  | Юлия Успенская · Украина                                                      | 3:14.88  |
| 800 м в акваланге | Юлия Успенская · Украина                                                       | 6:48.37  | Мария Козлова · Россия                                                                      | 6:53.31  | Ольга Талдонова · Россия                                                      | 7:01.79  |
| Эстафета 4×100 м  | Юлия Чирикова · Анастасия Глухих · Лидия Горячева · Анастасия Кочнева · Россия | 2:52.51  | Екатерини Пападожианни · Анна-Мария Самотраки · Кристина Папуциди · Теодора Сехиду · Греция | 3:00.62  | Тина Хиршфельдт · Сюзанна Йентцш · Каролина Мюллер · Антье Цвирнер · Германия | 3:02.12  |
| Эстафета 4×200 м  | Василиса Кравчук · Елена Грачёва · Анастасия Глухих · Лидия Горячева · Россия  | 6:27.70  | Сюзанна Йентцш · Антье Цвирнер · Кристина Мюллер · Каролина Мюллер · Германия               | 6:42.29  | Лаура Лабоди · Лилла Шекели · Юдит Сомосси · Хайналка Дебрецени · Венгрия     | 6:47.86  |